# Tachina gibbiforceps
Tachina gibbiforceps är en tvåvingeart som beskrevs av Chao 1962. Tachina gibbiforceps ingår i släktet Tachina och familjen parasitflugor. Inga underarter finns listade i Catalogue of Life.